# Scotognapha wunderlichi
Scotognapha wunderlichi Ovtsharenko, Platnick & Murphy, 2001 è un ragno appartenente alla famiglia Gnaphosidae.

## Etimologia
Il nome della specie è in onore dell'aracnologo tedesco Wunderlich (1939-), che raccolse questi esemplari nel maggio-giugno del 1988.

## Caratteristiche
L'olotipo maschile rinvenuto ha lunghezza totale è di 5,82mm; la lunghezza del cefalotorace è di 2,75mm; e la larghezza è di 2,10mm.

## Distribuzione
La specie è stata reperita nelle Isole Canarie: l'olotipo maschile è stato rinvenuto a 600 metri di altitudine, sul Barranco de Agaete, nell'isola Gran Canaria.

## Tassonomia
Al 2015 non sono note sottospecie e dal 2001 non sono stati esaminati nuovi esemplari.